# 河支镇
河支镇是中华人民共和国四川省阿坝藏族羌族自治州阿坝县下辖的一个行政建制镇。
2020年6月，四川省人民政府批复同意阿坝州调整阿坝县等6个县部分乡镇行政区划。其中，撤销河支乡、德格乡，设立河支镇，以原德格乡、原洛尔达乡苟扎村和原河支乡河支村、独洼村、甲依村所属行政区域为河支镇行政区域，河支镇人民政府驻河支村三组65号。原河支乡色尔古村所属行政区域划归阿坝镇管辖。

## 行政区划
河支镇下辖以下地区：
河支村、独洼村、色古村和甲依村。